# Operación Garibaldi

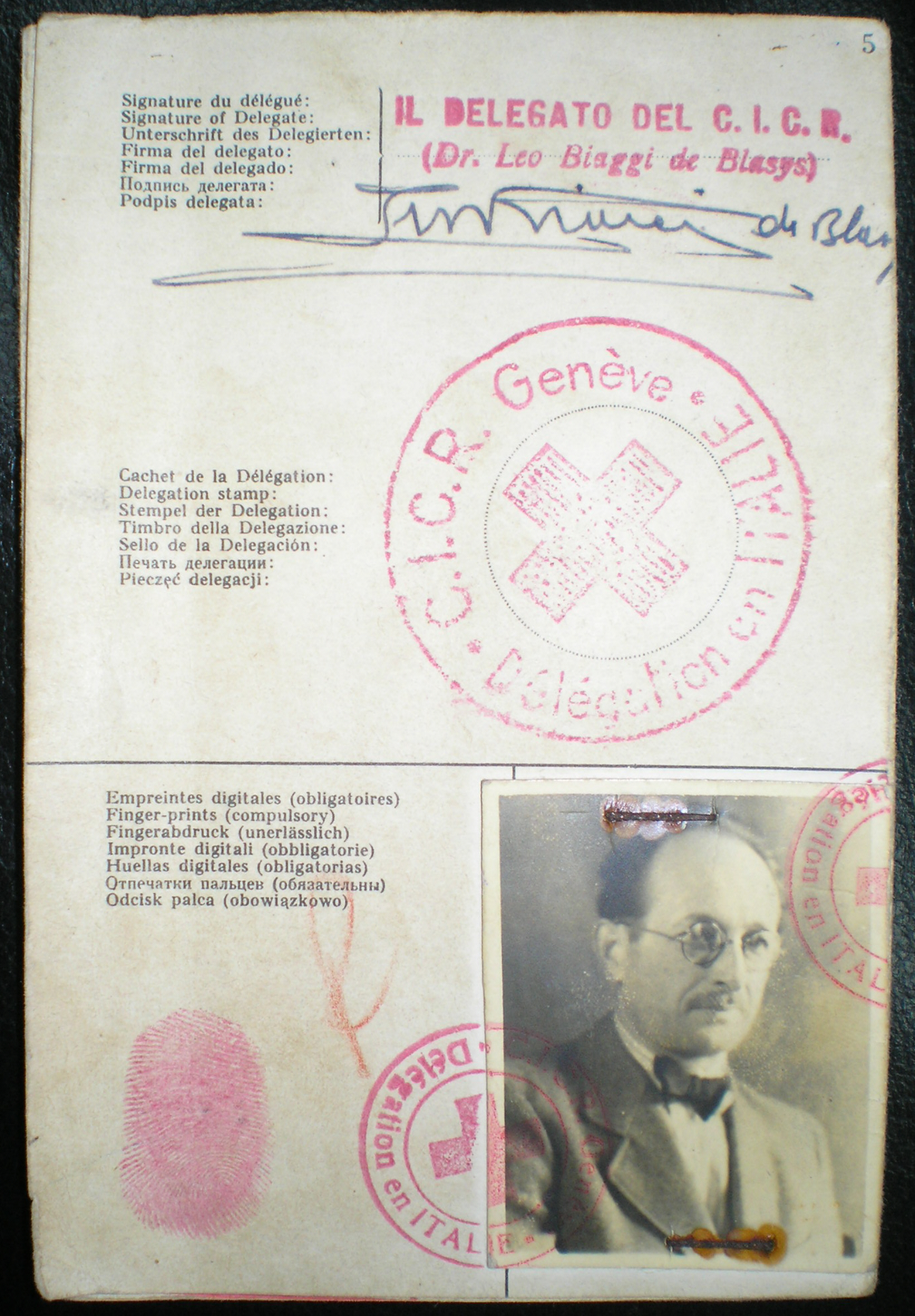
Certificado de la foto de la Cruz Roja Internacional de Eichmann, expedida al nombre falso de Ricardo Klement, con la que Eichmann fue capaz de emigrar a Argentina.

La Operación Finale, también llamada Operación Garibaldi fue una acción de inteligencia del servicio secreto israelí, Mosad, llevada a cabo en Argentina en mayo de 1960, que consistió en el secuestro y posterior traslado a Israel del fugitivo líder nazi Adolf Eichmann. Eichmann fue localizado, identificado y denunciado en 1957 por el inmigrante judío alemán Lothar Hermann, que escapó del campo de concentración de Dachau y su hija Silvia Hermann, pero Israel archivó la denuncia y postergó la operación hasta 1960.

## Identificación: Lothar y Silvia Hermann
En 1950, después de estar huyendo durante cinco años, Otto Adolf Eichmann obtuvo en Génova (Italia) un pasaporte falso emitido por la Cruz Roja, con confirmación de la Iglesia católica, bajo la identidad de Ricardo Klement, gracias a las gestiones del obispo Alois Hudal y el padre franciscano Edward Dömöter, con el encubrimiento de la Santa Sede. Desde Génova se embarcó hacia Buenos Aires, donde llegó el 14 de julio de 1950.
En Argentina, inicialmente, se hospedó por un tiempo en una pensión, hasta que pudo conseguir una casa en la zona de Olivos, provincia de Buenos Aires. Tuvo diversos trabajos como en la fábrica de productos de gas Orbis y la fábrica de automóviles de Mercedes-Benz. 
En 1952, Eichmann trajo a toda su familia a vivir a Argentina, su esposa Verónica y sus hijos Klaus (n. 1936), Horst (n. 1940) y Dieter (n. 1942). En 1955, nació en Argentina su cuarto hijo, Ricardo. Sus dos hijos mayores integraron el Frente Nacional Socialista Argentino, una organización nazi que realizó algunos robos y atentados contra sinagogas. Klaus estaba casado con una joven argentina y en 1960 esperaba su segundo hijo. La familia Eichmann, bajo el apellido Klement, vivió en primero en Tucumán y luego en el Gran Buenos Aires, radicándose en Olivos hasta 1958 y en San Fernando.
Muchos de los hechos sobre la identificación y localización de Eichmann fueron ocultados durante décadas, en especial, el papel clave jugado por Lothar Hermann y su hija adolescente Silvia Hermann.
 Lothar Hermann era un judío alemán, militante del Partido Comunista de Alemania (PCA) que, tras ser torturado por los nazis, perdió la vista y fue recluido en el campo de concentración de Dachau; logró salir cediendo sus propiedades y escapando a la Argentina. De once hermanos y sus padres, solo cuatro se salvaron: el resto fue exterminado en los campos. Instalado en Argentina desde 1940, Hermann mantiene su lucha contra el nazismo y, tras la finalización de la Segunda Guerra Mundial, se suma a la caza de nazis bajo órdenes del PCA, mezclándose con la comunidad alemana en Argentina y ocultando su identidad judía. Hermann tuvo una hija, Silvia, nacida en Rosario en 1941.
En 1945, el PCA le ordenó establecerse en Olivos, uno de los suburbios de la ciudad de Buenos Aires, en los que se habían instalado gran cantidad de alemanes. Entre 1953 y 1955, su hija Silvia que, por entonces, tenía entre doce y catorce años, conoció a uno de los hijos de Eichmann (la mayoría de las fuentes lo identifican como Klaus, el mayor), quien, también por entonces, vivía en Olivos con su familia. Los jóvenes se hicieron amigos y mantuvieron un intercambio por correspondencia cuando los Hermann se mudaron a Coronel Suárez en 1955, a 500 km de Buenos Aires. En el curso de esa relación, el hijo de Eichamnn le contó a Silvia que su padre perteneció a las SS y que se llamaba Eichmann. A pesar de su edad, Lothar Hermann le encomendó a su hija ir a la casa de Eichmann, para verificar su identidad y establecer la dirección precisa. Silvia cumplió con su misión y transmitió esa información a su padre, quien constató que se trataba efectivamente de uno de los principales genocidas nazis buscados internacionalmente.
Con esa información en su poder, en 1957, Lothar Hermann le envió una carta a Fritz Bauer, el fiscal general alemán en Hesse (quien organizó y lideró la acusación en los juicios de Auschwitz, en Fráncfort), de quien se había vuelto amigo por compartir el cautiverio en Dachau. informándole que había localizado a Eichmann en Buenos Aires, que había adoptado la identidad de Ricardo Klement y cuál era su dirección.
Bauer, a su vez, mantuvo la información en reserva, por miedo a que las autoridades alemanas la filtraran y Eichmann se escapara, y comunicó la información a las autoridades israelíes de Colonia, quienes, a su vez, la transmitieron al servicio de inteligencia israelí (Mosad). En 1958, el Mosad envió dos misiones secretas a la Argentina, para verificar la denuncia, pero ambas descartaron la denuncia, con el argumento de que Lothar Hermann era ciego y que el barrio en que vivía Eichmann -quien ya se había mudado a San Fernando- era demasiado "miserable" como para que viviera un antiguo alto oficial nazi.
Después de varios años de inacción por parte de Israel, Lothar Hermann y Bauer comenzaron a preocuparse. En total, escribió veintiséis cartas instando al gobierno de Israel a detener a Eichmann, hasta el punto que, en marzo de 1960, llegó a recriminarles: 

Obviamente, ustedes no tienen ningún interés en detener a Eichmann.
Lothar Hermann

Ese mismo año, Israel organizaría el secuestro de Eichmann, pero desconocería el papel jugado por Lothar y Silvia Hermann, que quedaron indefensos. Para proteger a su hija, la envió a vivir a Estados Unidos. Lothar, por su parte, fue denunciado por fuentes anónimas y detenido por la policía argentina acusado de ser Josef Mengele, siendo torturado durante quince días. Israel le pagó una suma de dinero a cambio de que Hermann firmara un papel afirmando que ni él ni su hija desempeñaron ningún papel en la identificación y ubicación de Eichmann. Su tumba en Coronel Suárez fue saqueada, vaciada y destruida. Décadas después, cuando Lothar y Silvia Hermann ya habían muerto, Israel reconocería el papel decisivo y heroico jugado por ambos que llevó a la captura de Eichmann.

## Operación de inteligencia y enfoque del objetivo
El jefe y cerebro de Operación Garibaldi fue el agente Iser Har'el, uno de los primeros y antiguos jefes con los que contó el servicio de inteligencia israelí, Mosad. Harel, en 1975 escribió un libro titulado La casa de la calle Garibaldi en el que narra cómo se realizó tal operación en ese domicilio, que fue precisamente la última residencia de Adolf Eichmann. El libro, sin embargo, omite muchos de los datos claves que llevaron a la ubicación e identificación de Eichmann, principalmente el papel jugado por Lothar y Silvia Hermann.
En 1960, el gobierno israelí decidió revaluar las denuncias y datos que venían aportando Lothar Hermann y Fritz Bauer y envió una serie de agentes de inteligencia para volver a verificar la información. 
No sabían en qué domicilio vivía, sino que sabían donde trabajaba Nicolás Eichmann. Simulando llevar un paquete, los agentes del Mosad lograron que Nicolás recibiera el mismo; después, inician un proceso de espionaje desde el taller hasta el domicilio en el que residían él, su mujer y un hijo. Continuando con sus tareas de espionaje, observan que el joven se dirigía a una casa humilde ubicada en la calle Garibaldi. Los agentes de inteligencia simulan ser empresarios de una importante fábrica que desea radicarse en Argentina. Se dirigen a la Municipalidad de San Fernando y piden informes de dominios a todas las viviendas que están ubicadas en esa manzana. Entre las listas de nombres, encuentran a una Vera Liebl de Fichmann. Supusieron que los funcionarios públicos locales confundieron una E con una F. Sin embargo, en un medidor de luz de la casa alquilada, anterior a la calle Garibaldi, encontraron los siguientes nombres: Francisco Shmidt y Ricardo Klement
Una segunda misión realizada en 1959 por el espía Zvi Aharoni, logró finalmente, identificar al objetivo. Aharoni, tomó, de forma disimulada y sin despertar sospechas, fotografías de la casa para enviarlas a Israel, con el fin de que fueran identificadas por medio de un peritaje fotográfico. Este peritaje reveló muchísimas coincidencias entre Ricardo Klement y el oficial de las SS descartando, al mismo tiempo, que Francisco Shmidt fuese Adolf Eichmann.
En marzo de 1960, los agentes israelíes sabían la fecha de aniversario de la boda entre Vera Liebl de Eichmann y Adolf Eichmann. Llegada esa fecha, donde se cumplían las bodas de plata (los veinticinco años de matrimonio), los espías acudieron al lugar para observar si en la casa sucedía algo fuera de lo común lo que, en evidencia, sí ocurrió: Observaron una fiesta familiar con amigos, luciendo vestimentas lujosas con una cena muy especial, como si estuviesen celebrando las bodas de plata. Al coincidir este dato con el expediente secreto de Eichmann, que había construido el Mosad, se dieron cuenta de que estaban muy cerca de la persona que venían buscando por todo el planeta.
Con este dato confirmado, el primer ministro israelí, David Ben Gurión, conformó un comité de emergencia integrada por la cúpula del gobierno y del Mosad. Ben Gurión, ante esto, preguntó a su jefe general, Iser Har'el, ¿cómo encararía tal problemática?, a lo que Harel respondió: "Traer a Eichmann a Israel, como sea".

## Motivo de la operación: fundamentos de la decisión ilegal
Cuando cayó Alemania en la Segunda Guerra Mundial, los nazis tenían los días contados; los aliados avanzaban sobre Berlín, obligando a que muchos jerarcas nazis huyeran desesperadamente en busca de refugio. Adolf Eichmann fue uno de los que logró entrar a territorio argentino con otra identidad. El Mosad lo descubre a finales de los 50 y se realiza un sociograma político y social de Argentina y, con esto, surge la inquietud de por qué Argentina no extraditaría a un criminal de guerra nazi, concluyendo que el gobierno de Frondizi estaba teniendo planteos militares, que fomentaban la posibilidad de que entre estos habría informadores filonazis que estarían protegiendo a criminales nazis.

## Ejecución de la operación
El equipo de espionaje israelí vigiló durante casi dos semanas a Eichmann. A sabiendas de que no podían pedir su extradición oficial, pues, seguramente, esto haría que escapara, el grupo siguió durante varios días al fugitivo nazi, determinando que vivía en el suburbio bonaerense de San Fernando, en una humilde vivienda de la calle Garibaldi: de ahí el nombre con que fue bautizada la operación. El equipo alquiló varios inmuebles: uno para mantener a Eichmann en cautiverio, otro por si todo se complicase en plena capital (para no despertar sospechas) y otro más cerca del aeropuerto para disfrazar a Eichmann y luego sacarlo del país. 
La operación tuvo sus momentos de mayor importancia: el 1 de mayo de 1960, cuando un grupo de espionaje israelí perteneciente al Mosad llegó a Buenos Aires, dirigidos por Rafi Eitan y bajo la coordinación de Peter Malkin. No obstante ese día llegó al país con otro nombre, el cerebro y jefe del servicio secreto israelí, el Mosad, Iser Har'el.
Los agentes secretos israelíes espiaban a Eichman desde un coche alquilado aparcado cerca de su domicilio. Constantemente lo cambiaban para no levantar sospechas. Luego de unos días, conocían sus movimientos y sabían su rutina a la perfección. Eichmann trabajaba como electricista para la automotriz Mercedes Benz, de la que regresaba hacia su casa, indefectiblemente, a la misma hora. Iser Har'el vio en Peter Malkin una muy buena aptitud física para poder apresar al objetivo. Entonces, Harel decide que sea Malkin el primero que tenga contacto físico con el criminal nazi. Para evitar complicaciones, dos agentes más estarían detrás de él en caso de que Eichmann presentara resistencia o huyera; así estarían dispuestos a ingresar a la casa de la calle Garibaldi. Para esto habían ubicado un automóvil modelo estadounidense, alquilado por uno de los agentes a un particular, para transportar a Eichmann a una casa refugio. Dos automóviles más fueron ubicados sobre la ruta 202 simulando averías mecánicas. Tales vehículos debían estar con las balizas prendidas y con los capós abiertos para no despertar sospechas. Para el 11 de mayo, el cansancio físico de los participantes de la operación era notorio, dejando atrás cuatro días de vigilancia a Eichmann; lo que sembró dudas en los mismos sobre si el criminal nazi había cambiado de rutina y si seguía regresando a casa a la misma hora, por el mismo camino y en el mismo servicio colectivo de la línea 203. 
A las 18:00 del miércoles 11 de mayo de 1960, sonó el timbre que representaba el fin del día laboral para los obreros de la fábrica Mercedes Benz, sitio donde trabajaba Ricardo Klement (Adolf Eichmann). Este toma una serie de transportes hasta llegar al colectivo 203. Al momento de subir al transporte público el cansancio, producto de la jornada, hace que Eichmann se relaje, causándole una modorra cercana al sueño, lo que le impidió percibir a los pasajeros que tenía a su alrededor. Entre estos había uno que se escondía tras su gorra: era uno de los hombres del servicio de inteligencia israelí que había tomado el colectivo 203 con la intención de seguir a "Klement" tras su descenso del transporte, que se produjo cerca de las 20:20. Cuando Eichmann bajó del colectivo 203, ya habían pasado dos transportes de esa misma línea, lo que generó nerviosismo en el comando que simulaba presentar averías en sus automóviles. En el instante cuando estacionaron sus vehículos para ejecutar el secuestro del exdirigente alemán, un ciclista se detuvo para ofrecerles ayuda (dado que este creía que estaban en problemas), que fue rechazada con firmeza por parte del grupo. Ricardo Klement circulaba sobre la ruta 202, en la zona de San Fernando, como lo indicaba su habitual rutina. Los hombres del Mosad vieron que llevaba su mano al bolsillo, lo que les hizo temer la presencia de un arma. Eichmann no sospechó al ver el vehículo averiado y uno de los agentes (Peter Malkin) se acercó y le dijo en la única frase en español que sabía: «Un momento señor, ¿puedo preguntarle algo?». Eichmann, que venía con una lámpara de mano se acercó al vehículo. Al iniciar la operación, Malkin llevaba cubiertas sus manos con guantes de goma para evitar el contacto físico con el objetivo, debido a la repulsión que este le causaba. Durante la ejecución de la operación, Malkin, en la corrida, llevaba sus cordones del calzado desatado, por lo cual dio un tropiezo, pero luego de atarse los cordones, se abalanzó sobre Eichmann para reducirlo, ayudado por otros tres agentes que se le abalanzaron encima. Eichmann gritó pero el motor del vehículo se puso en marcha y amortiguó sus gritos. Tras lograr ello, lo introdujeron en uno de los autos (este método se denomina asimiento de centinela, que consiste en atrapar al objetivo y evitar que este se defienda), para después trasladarlo a un refugio donde fue interrogado durante nueve días. En el transcurso del viaje hasta el escondite, uno de los agentes del Mosad le habló a Eichmann en alemán lo que hizo ver de inmediato al ex teniente coronel de la SS que había sido capturado. En el interrogatorio quisieron corroborar que la persona detenida era la que realmente buscaban, Adolf Eichmann. Se le preguntó por identidades anteriores y dónde residía. Le preguntaron también su número de afiliación en la SS. Después de ello, los investigadores del servicio de inteligencia exterior israelí concluyeron que era el objetivo preciso. La inteligencia israelí había dispuesto reglamentaciones internas severas en la casa donde tenían a Adolf Eichmann: los agentes podían salir de noche para no despertar sospechas y solo cuando la calle estuviera oscura; durante el día, como medida de distracción, se aparentaba la vida normal de un supuesto matrimonio que vivía en la casa-comando.

## El cautiverio de Adolf Eichmann
Durante el cautiverio, solo una persona del comando tenía autorización para hablar con Eichmann, el interrogador Hans. Sin embargo, Peter Malkin, rompiendo el protocolo (ya que el prisionero dio lugar a romperlo preguntando si él era la persona que se le había abalanzado), llevó a cabo largas charlas con el jefe nazi. En la conversación Malkin le preguntó cuáles eran sus anteriores trabajos, le preguntó también si sospechaba algo de esta operación. Eichmann le responde que su sospecha era fundada cuando escuchó comentarios de vecinos sobre una supuesta fábrica que instalarían grupos estadounidenses, porque en su barrio no había agua potable ni luz y presintió que lo estaban siguiendo, entonces Malkin le preguntó porqué no siguió con la fuga y le contestó que estaba cansado de huir, de cambiar de nombre y buscar un trabajo. Prefirió seguir el juego y entregarse.
En el período del cautiverio también se le preguntó identidades anteriores a Ricardo Klement, el prisionero contestó: Otto Kissinger, Adolph Barth, Otto Eckmann. Le preguntaron también por qué los estadounidenses no lo capturaron, y contestó que estos estaban interesados por los miembros de la Gestapo y no por miembros de las SS.
Eichmann no quería ir a Jerusalén. Preguntaba por qué no a Fráncfort del Meno, o a Múnich, pero finalmente terminó firmando una declaración de que salía voluntariamente de Argentina. Redacta una declaración a propia mano diciendo que no le gustaba el juego de seguir escapando y de separarse de toda su familia por el hecho de ser perseguido. En su declaración aparece también diciendo que no valía la pena el seguir viviendo y que los equipos que puso Israel habían ganado el juego. Dice también que han hecho una mejor jugada tomando todos los detalles. También Malkin le había ofrecido vinos kosher y cigarrillos para poder contenerlo, así podía hablar con el jerarca.

## Traslado
La parte final de la operación implicaba sacar clandestinamente a Eichmann hacia Israel. Iser Har'el tenía que resolver como trasladarían a Eichmann desde Buenos Aires a Tel Aviv. Pensaba llevárselo en un barco con los guardias secretos y un médico a bordo. Resultaba que el viaje era lento y peligroso. Descartó esa hipótesis, no obstante decide simular una prueba de vuelo de una nueva línea israelí que ansiosamente deseaba probar un vuelo vacío desde Israel a Buenos Aires y viceversa. Llega la víspera del 25 de mayo, los diarios publicaron los festejos de 150.º aniversario de la Revolución de Mayo. Vieron la suerte golpeando en la puerta del Mosad dado que entre todas las delegaciones invitadas había una israelí, y que había llegado en un avión de la línea El-Al, que por primera vez aterrizaba en el Aeropuerto Internacional de Ezeiza. La inteligencia israelí decidió entonces sacar a Eichmann en ese vuelo. Eichmann iba disfrazado como un guardia borracho y que era acompañado por una persona que era el médico puesto por la inteligencia israelí. Se había realizado internamente en esta operación una operación llamada accidente de carretera. Uno de los agentes de inteligencia entró a un hospital argentino simulando que había sido accidentado. Entonces quedó internado y pidió constantemente ser llevado a Israel. El 20 de mayo por la mañana le dieron el alta y el documento del agente de inteligencia pasó a tener una fotografía de Adolf Eichmann. 
El 20 de mayo de 1960 llega el día del traslado a Israel. Peter Malkin había disfrazado a Eichmann de guardia y se le inyectaron tranquilizantes para que quedase dormido, para que no colocara en una situación peligrosa la acción. No obstante le habían rociado su chaqueta de whisky para simular ebriedad. En el Aeropuerto Internacional de Ezeiza, Iser Har'el arma una mesa de operaciones en una de las cafeterías, que cómo estaba llena de gente por el festejo de la fecha patria, tuvo que realizar una especie del juego de la silla, que consistía que los agentes tenían que tomar la primera silla que estaba vacía sino quedaban parados, debían esperar con buenas intenciones que las sillas estén vacías. Entonces Eichmann pasa todos los controles aduaneros junto con el médico de la operación porque simulaban que tenían que controlarlo por un accidente de carretera. Eichmann logra subir al avión que luego se coloca en pista de despegue. El avión realiza un sonido ensordecedor y finalmente cuando llega su carrera final despega comenzando el largo vuelo a Israel. Muy pocas personas sabían el motivo de la operación pero muchos empezaban a notar movimientos extraños durante toda la estadía de la delegación israelí. 

## El vuelo de El Al hacia Tel Aviv
El avión ya estaba en vuelo. Habían advertido al pasaje de la presencia de un pasajero misterioso, y que durante el vuelo iban a revelar su nombre. Uno de los agentes de inteligencia le pregunta a Harel si quería decir quien era el pasajero misterioso. Y le dijo que mejor era esperar a que el aparato saliera de territorio argentino, lo convenció de tal manera para que dijera el nombre del misterioso pasajero. Entonces se hizo notar ante toda la delegación israelí diciendo "El pasajero que viaja con nosotros es Adolf Eichmann". Muchos de lo que estaban emprendiendo el viaje empezaron a llorar, empezaron a recordar sus familiares muertos por el holocausto. Le estaban ofreciendo cigarrillos al jerarca nazi, y uno le dijo "tú le das cigarrillos, él nos dio gas". El libro "La Casa de la calle Garibaldi" da nota de lo que estaba aconteciendo con el traslado de Eichmann a Israel.
El grupo que dirigió el secuestro estuvo viajando en primera clase. No se le permitía a nadie hablar con el prisionero como tampoco acercarse. Solo el jefe del servicio de inteligencia Harel, como el médico estaban autorizados a estar cerca. Adolf Eichmann al despertarse pregunta si el avión que lo trasladaba a Tel Aviv era cuatrimotor preocupado en su seguridad acostumbrado en realizar vuelos para llevar su maquinaria de exterminio. También pregunta si tenían excelentes pilotos para volar hacia Israel. Además, felicita a todo el grupo por la eficacia que llevaron tal operación que era arriesgada y que nunca lo asesinaron o lo envenenaron. Comía su comida kosher con gran apetito porque tenía mucha hambre y estaba con los efectos de la anestesia.
Dentro de esa operación de inteligencia, se realiza una suboperación de inteligencia llamada Operación Mengele con el objetivo de traer al criminal de guerra nazi, el médico Josef Mengele, acusado de gravísimos crímenes de lesa humanidad y violación del juramento hipocrático al someter a experimentos médicos crueles, muchas veces fatales, a los prisioneros del campo de concentración de Auschwitz. Se realizaron actividades de inteligencia en la zona norte del conurbano bonaerense. Uno de los agentes se hizo pasar por un sobrino de Mengele, utilizando su verdadera identidad (dado que este había ingresado como Helmut Gregor). El rastreo dio un resultado negativo dado que a los empleados del correo les rebotaban todas las cartas dirigidas contra el criminal. Tuvieron una diferencia de dos semanas al rastreo. Iser Har'el frenó el rastreo a Mengele y dio la orden de ocuparse del tema Eichmann para evitar poner en peligro la operación principal.

## La llegada de Adolf Eichmann a Israel
Adolf Eichmann llega a Tel Aviv luego de largas horas de viaje. El avión estuvo cargando combustible en África Occidental, en Dakar. A su llegada a Iser Har'el Harel se comunica por teléfono con el primer ministro David Ben Gurión y con toda su familia para decirle que había llegado. El jefe del Mosad pide entrevista con el primer ministro, le contesta que había venido con una visita importante, luego se echa a reír y dice que había venido con Adolf Eichmann. David Ben Gurión para evitar un paso en falso pide que al menos dos personas que hubiesen conocido a Adolf Eichmann reconociesen al prisionero. Luego de ubicadas esas dos personas, se realiza una reunión muy secreta que solo el criminal podría reconocer. Fueron para que este los reconociera preguntándole temas íntimos de la reunión, como pudo dar detalles muy precisos de la reunión que solo el criminal podría reconocer no ofreciendo lugar a duda que era el criminal. David Ben Gurión se dirige al parlamento y destaca oficialmente que los Servicios de Seguridad pudieron ubicar, secuestrar y traer a Adolf Eichmann y que se encontraba sometido a la jurisdicción del Estado de Israel. En un principio, menciona que fue ubicado en un país extranjero, pero toda la prensa sospechaba de la República Argentina. Cuando al criminal nazi lo bajaron del avión fue custodiado por dos guardias de seguridad que sufrieron secuelas del holocausto, no obstante Iser Har'el mandó a mencionarles que se trataba de un peligroso espía. Después de enterarse de que era Adolf Eichmann se sintieron defraudados.

## Detalles anecdóticos y obstáculos que tuvieron que resolver
Iser Har'el en su libro que cuenta toda la operación consigna algunos detalles e inconvenientes que tuvieron que superar al realizar la operación:
En primer lugar les costo muchísimo trabajo conseguir alquilar un inmueble que sirviese de casa refugio. Deseaban que fuera una casa que tuviese una quinta con un paredón verde que cubriese todos los alrededores de la vivienda. Encontraron una casa que estaba cerca de la ruta 202 y construyeron un refugio especial para poner al objetivo oculto. Tuvieron que ubicar un matrimonio ficticio para simular la apariencia de normalidad en la casa.
Por otra parte, no podían liberarse del vigilante del inmueble, por lo que tenían que solicitarle una serie continua de mandados para que este vigilara lo menos posible la vivienda, en la que estaría la consumación del delito de privación ilegítima de la libertad. Era inusual, en aquella época prescindir del vigilante del inmueble, ya que este era cuidador y jardinero. Por lo tanto le efectuaban pedidos extravagantes que lo hacían trasladarse desde la provincia de Buenos Aires a la Capital Federal para ganar tiempo. 
Además tuvieron que resolver el tema de la movilidad, alquilaban automóviles, pero estos se encontraban la mayor parte averiados, y tenían que esconder que los estaban arreglando a costa propia para poder llevar a cabo la operación con el menor riesgo posible. No podían poner en peligro toda la operación si el coche estaba descompuesto. No podían comprar automóviles, ya que sus nombres falsos iban a quedar registrados en una base de datos públicas y ser descubiertos por la primera compra. Solo podían alquilarlos, operación que se hacía por instrumento privado. El depósito que pagaban por el auto en mal estado era considerablemente caro. 
No obstante, cuando secuestran y trasladan a Eichmann a la casa refugio, Peter Malkin relata no haber visto a un criminal y a un monstruo, sino a un ser humano de carne y hueso, que trabajaba y cuidaba a toda una familia, y que daba afecto y amor a sus hijos. El secuestrado le planteó que si se lo llevaban de la Argentina, quien cuidaría de su familia. El grupo de interrogatorio le preguntó, si había pensado lo mismo cuando ejecutó la solución final, enviando a las cámaras de gas a millones de personas que morían de hambre y de asfixia con el objetivo de aniquilar a un pueblo entero. 
También tuvieron que resolver el tema de las personas que llevaban a cabo la operación. Estas se estaban cansando físicamente y psíquicamente. Veían que estaban cocinándole a una persona, afeitándolo, bañándolo y vistiéndolo mientras que este les había torturado, asesinado y arruinado a todas sus familias. El detalle que tuvo la Operación Garibaldi es que muchísimos integrantes eran víctimas directas y vivieron en carne y hueso las secuelas del holocausto. Muchos integrantes perdieron padres, madres, abuelos, tíos, sobrinos, primos, hermanos y a seres allegados. Por esto el operativo planteó un dilema moral. 
Cabe aclarar que uno de los integrantes del operativo tuvo un accidente automovilístico, al chocar su auto contra otro. Para evitar que acudieran autoridades policiales el agente tuvo que autoincriminarse, y pagar una buena suma de dinero sin contradecir a la otra parte.
Además, cuando investigaban al falso Ricardo Klement, tenían dos falsas suposiciones. En primer lugar, que los nazis que entraron a la Argentina llevaban de por sí un bienestar económico considerable, por tanto si vivía en una casa como la que estaban investigando, le resultaba difícil creer que pudiese vivir allí Adolf Eichmann, porque no tenía servicios de luz, de agua, de gas y estaba en deplorables condiciones. No entendían que una persona que había llegado a ser teniente coronel en la Alemania de Hitler y por sus antecedentes, se levantara a la madrugada para ir a trabajar y volviera a altas horas de la noche en un transporte colectivo de línea y en un tren lleno de obreros. Lo veían como el teniente coronel que mandó a millones de personas a las cámaras de gas. Por otra parte sobrestimaron la capacidad y logística de las fuerzas de seguridad argentina. Suponían que desapareciendo un electricista llamado Ricardo Klement, se produciría una revisión general en todos los automóviles, que se cerrarían los puertos y aeropuertos, y que habría un control muchísimo más exigentes en todas las viviendas. No obstante durante los días del 11 hasta el 20 de mayo, que es el segmento del cautiverio de Eichmann en manos del Mosad, los diarios argentinos de gran circulación no publicaron jamás este hecho. No obstante la esposa de Eichmann que mantuvo su misma identidad pero simuló matrimonio con un segundo hombre y contándoles a sus hijos que su padre biológico había muerto en la Segunda Guerra Mundial, jamás hizo una denuncia de tal desaparición, porque estaría delatando su verdadero nombre y sus antecedentes militares.

## Juicio
Eichmann al llegar a Israel y ser sometido a un largo juicio, pudieron comprobarse crímenes de lesa humanidad y fue encontrado culpable de ellos. Según el criminal de guerra, se sometió a un juicio para evitar que la humanidad repita tales hechos. Declararon miles de testigos. Se sometió a la jurisdicción israelí por lo que se llama en un proceso judicial economía procesal, dado que muchos testigos perjudicados vivían en ese país. 

## Controversia de Argentina contra Israel a raíz de la operación.
Al revelarse poco a poco lo acontecido, el gobierno presidido por ese entonces por Arturo Frondizi, conminó al Estado de Israel a dar explicaciones bajo apercibimiento de romper relaciones diplomáticas. Argentina acusó formalmente a Israel de utilizar métodos nazis para llevar a cabo sus actividades. 
Esta operación clandestina generó un gran debate en la Argentina y una enérgica protesta del gobierno de Arturo Frondizi en contra de Israel, llegando a poner en serio riesgo las relaciones diplomáticas entre ambos países. El secuestro fue interpretado como una violación flagrante de la soberanía argentina, y este fue el motivo por el cual Israel desde un comienzo negó toda responsabilidad en el hecho. La explicación oficial del gobierno de Israel era que el secuestro había sido llevado a cabo por "voluntarios judíos, algunos de ellos israelíes".
Solo en el año 2005 Israel reconoció oficialmente que la operación fue llevada a cabo por iniciativa del gobierno y por agentes de sus servicios secretos.
Este hecho que ocurrió en la Argentina configuró un concurso real de delitos, es decir, varios hechos independientes entre sí conformando una serie de delitos penales. En este caso se podría encontrar privación ilegítima de la libertad, falsificación de documentos públicos y traslado ilegal del país o sea su erradicación de la República Argentina. No obstante los que secuestraron a Eichmann dependían del servicio de inteligencia exterior israelí, por lo que estaban actuando bajo el mando de un Estado extranjero. Tal presupuesto fue calculado por los espías israelíes por lo que hizo que la operación fuese llevada con extrema cautela. Incluso llegó el caso que en la República Argentina los agentes secretos se movían en masa. Usaban taxis pocas veces y alquilaban sus propios autos. Se juntaban en diferentes cafés. Harel se dio cuenta de que en Argentina los habitantes pasaban mucho tiempo tomando cafés sentados a conversar. Le había pedido a un contacto que tenía en Argentina que le hiciese un sociograma, o sea que le describiese detalles concretos de Argentina. No podían hablar con nadie ajeno de la operación. No podía despertar ningún tipo de sospechas. El cerebro de la operación contactó con un médico para que adormeciera al jerarca y que cuidase de todos los integrantes de la Operación.
El 23 de junio de 1960 el Consejo de Seguridad de las Naciones Unidas adopta la resolución 138, en la cual solicita a Israel que hiciera la reparación adecuada en concordancia con la Carta de las Naciones Unidas y las reglas de la ley internacional. Israel sostuvo la posición de que el asunto estaba más allá de la competencia del Consejo y que en cambio debería ser resuelto a través de negociaciones bilaterales directas.

## Pena de muerte
Tras un largo proceso, que causó gran impacto y controversias en Jerusalén, Eichmann fue ejecutado desnudo en la horca la madrugada del 31 de mayo de 1962, acusado de crímenes contra el pueblo judío. En la última carta antes de la ejecución, que se puede ver en la biografía de Adolf Eichmann, dio gracias y larga vida a Argentina como le había dado a Austria y Alemania, países en los que consideraba que había sido feliz. Después de ejecutada la sentencia de muerte, los ejecutores deciden incinerar el cuerpo para no dejar rastros y permitir que nadie realice homenajes con respecto a su persona, arrojando sus cenizas al mar Mediterráneo, fuera de las aguas territoriales del Estado de Israel.

## Negación de Israel
Cuando el avión que trasladó al jerarca nazi aterrizó en Israel, el agente de inteligencia Iser Har'el le anunció al primer ministro “que tenían la presa lista”. David Ben Gurión anunció en el parlamento israelí que Eichmann se encontraba detenido dentro del país bien custodiado. No obstante, lo habían encontrado en un país extranjero. Muchos medios de comunicación sospechaban que era la República Argentina, caracterizada de ser un paraíso nazi. Israel negó que la acción de inteligencia ocurrió en la República Argentina y menciona que se produjo en los países árabes.
El secuestro y el misterio en torno de la operación han dado lugar a numerosos libros, películas y reportajes de televisión. El libro más importante que se escribió de la Operación Garibaldi fue La Casa de la Calle Garibaldi, en el cual el jefe y cerebro máximo de la operación, Iser Har'el, cuenta tal historia como sus memorias de agente de inteligencia y manifiesta su orgullo ganador en la operación que tanto él y sus participantes, quienes vivieron las consecuencias del holocausto judío, vieron su necesidad de hacer justicia por los crímenes cometidos por Adolf Eichmann. Este libro contiene un error histórico con respecto a la República Argentina, Iser Har'el menciona el 150 aniversario de la independencia argentina cuando en realidad era de la Revolución de Mayo. Iser Har'el por la emoción de encontrar este dato importante en la prensa argentina, pilar importante que produce este traslado, no investigó bien qué fecha patria era y la confunde con la fecha patria que se celebra el 9 de julio, un detalle menor ya que los argentinos consideran ambas fechas estrechamente ligadas a su movimiento emancipador.
La casa de la calle Garibaldi, que dio lugar al título del libro que escribió Iser Har'el, fue demolida por los familiares de Eichmann en el año 2001 y solo quedó el terreno baldío ubicado en una de las zonas más precarias de San Fernando.

## Participantes
- Iser Har'el: jefe del Mosad y responsable máximo del operativo.
- Rafi Eitan: líder de la unidad operativa. Viajaba en uno de los autos que se usaron para capturar a Eichmann.
- Peter Malkin: viajaba en el primer auto. Fue el primero que inmoviliza a Eichman.
- Amos Manor: director del Shin Bet. Fue uno de los que sugirió la búsqueda de Eichmann. Planificó el operativo.
- Abraham Shalom: captor. Iba en el segundo auto.
- Yaacob Crus : subdirector del Mosad. El primero que informó al gobierno de la captura.
- Zvi Aharoni: captor. Descubrió donde vivía Eichmann en Buenos Aires.
- Emanuel Talmor: vino en el avión de El Al que se llevó a Eichman. Fue uno de los que lo transportó drogado.
- Yaacob Meidad: el hombre a cargo de la logística para la captura. Alquiló casas y consiguió autos. En los 9 días que Eichmann estuvo cautivo proveyó alimentos y medicamentos al grupo.
- Yudith Nasiahu : integrante del Mosad. Vivió en la casa en que estuvo cautivo Eichman simulando matrimonio con otro captor.
- Abraham Kaler: ayudó a localizar a Eichmann en Argentina.
- George Moran Diuorno: Reportó los movimientos simulando ser un vecino.
- Simón Wiesenthal: cazador de nazis. Proporcionó los indicios para capturar a Eichmann.
- Tuviah Friedman: cazador de nazis, y en conjunto con Wiesenthal, proporcionó indicios para la captura de Eichmann .

## referencias generales
- «Operation Finale: the capture & trial of Adolf Eichmann». Holocaust Museum. 2016. Archivado desde el original el 11 de octubre de 2018. Consultado el 10 de octubre de 2018.